# Richard Crespy
Pour les articles homonymes, voir Crespy.
Richard Crespy, né le 23 janvier 1968 au Puy-en-Velay (France), est un joueur et entraineur français de rugby à XV du CA Brive, pilier droit du club puis entraîneur.

## Biographie
Junior Crabos en 1987, il joue durant 17 saisons en première division, il joue à Brive avec la génération Vincent Moscato, Alain Penaud, Christophe Lamaison, Thierry Labrousse  ou encore Laurent Travers et est remplaçant en équipe de France en 1997. Le 25 janvier 1997, il joue avec le CA Brive la finale de la Coupe d'Europe (première édition avec les clubs anglais) à l'Arms Park de Cardiff face au Leicester Tigers, les brivistes s'imposent 28 à 9 et deviennent les deuxièmes champions d'Europe de l'histoire après le Stade toulousain en 1996. En fin de carrière, il est le capitaine de l'équipe corrézienne. La saison suivante, il revient en finale avec le CA Brive au Parc Lescure de Bordeaux face à Bath mais les Anglais s'imposent 19 à 18. Avec son coéquipier le seconde ligne Éric Alégret, il possède le plus beau palmarès individuel au sein du club briviste.
Le 23 novembre 1996, il joue avec les Barbarians français contre l'Afrique du Sud à Brive. Les Baa-Baas s'imposent 30 à 22.
En 2006, après huit journées de championnat, Brive est dernier. Laurent Rodriguez, responsable des avants, est remercié Au lendemain de la défaite (21-6) contre le Stade français, et remplacé par Richard Crespy avec Jean-Marie Soubira ils dirigeront les hommes du CAB.  Il finit la saison mais est remercié après deux journées et autant de défaites dès la saison suivante. Il est alors remplacé par Olivier Magne. 
En 2008, il est engagé comme entraineur des avants par le RC Narbonne, en replacement de Régis Sonnes Richard Crespy attendait l'accord de son employeur, EDF, pour pouvoir continuer le travail entrepris. C'est désormais chose faite et l'ancien pilier briviste s'est engagé pour deux ans avec le RCNM. Le staff sportif du club est maintenant au complet avec Henri Ferrero, manager général sportif, Richard Crespy, entraîneur des avants, Patrick Arlettaz, entraîneur des arrières . Il quitte le club en 2010.
Il rejoint comme entraîneur des avants Lille Métropole rugby club en 2012 avec comme objectif la montée en Pro D2. Il retrouve dans le nord Pierre Chadebech, l'entraîneur du LMR, ex briviste comme lui, dont il est proche. Pierre Chadebech quitte le club en 2014, sans être arrivé à faire monter le club en Pro D2, pour rejoindre le Biarritz olympique en tant qu'adjoint chargé des arrières auprès d'Eddie O'Sullivan. Richard Crespy devient manager du LMR avec pour adjoint responsable des arrières Morgan Turinui. Mais, il est évincé par le président en janvier 2015. Morgan Turinui est alors le nouveau manager et David Bolgashvili entraîneur des avants.
En 2019, il rejoint le CLLA rugby Armentières en qualité d'entraineur principale séduit par le nouveau projet de club mis en place par l'équipe dirigeante.

## Carrière
- 1988-2001 : Club athlétique Brive Corrèze Limousin.

## Entraineur
- 2006 - 2007 : Club athlétique Brive Corrèze Limousin.
- 2008 - 2010 : Racing Club de Narbonne Méditerranée.
- 2012 - Janvier 2015 : Lille Métropole rugby club.
- 2019 - 2020 : Club Léo Lagrange Armentières.

## Palmarès
- Championnat de France de première division :
  - Vice-champion (1) : 1996
- Challenge du Manoir : 
  - Vainqueur (1) : 1996
- Champion d'Europe :
  - Vainqueur (1) : 1997 à Cardiff face à Leicester Tigers
  - Finaliste (1) : 1998 à Bordeaux face à Bath
- Coupe de France : 
  - Finaliste (1) : 2000 (capitaine)